# Vahaneč
Vahaneč (německy Bohentsch) je malá vesnice, část obce Verušičky v okrese Karlovy Vary v Karlovarském kraji. Nachází se asi tři kilometry západně od Verušiček. Prochází tudy železniční trať Protivec–Bochov. Vahaneč je také název katastrálního území o rozloze 2,98 km².

## Historie
První písemná zmínka o vesnici pochází z roku 1237, kdy zde sídlil zeman Beneš z Vahanče. Po něm vesnice patřila dalším členů jeho rodu. V roce 1415 se uvádí Jiří ze Stebna, který někdy používal také přídomek z Vahanče. Z let 1437 a 1457 jsou první zmínky o vahanečské tvrzi, na které žili bratři Benjamín a Hanuš z Vahanče. Někdy po nich se panství dostalo do přímého držení pánů z Plavna. Roku 1524 ji v zástavě držel Jindřich z Údrče a po něm jeho potomci, kterým patřila až do konce šestnáctého století. V roce 1599 panství koupil Jindřich Zumr z Herstošic a po jeho smrti bylo prodáno majitelům Knínic. Od roku 1613 se majitelem stal Jáchym Libštejnský z Kolovrat, který Vahaneč připojil k Údrči, ale protože se zúčastnil stavovského povstání, byl mu po bitvě na Bílé hoře zabaven majetek. Vahaneč koupil Severin Thalon z Horštejna, za kterého se zdejší tvrz uvádí naposledy. V roce 1640 údrčské panství včetně Vahanče získal vévoda Jan Jindřich Sasko-Lauenburský a připojil je k toužimskému panství. Vahanečská tvrz potom jako nepotřebná beze zbytku zanikla.

## Obyvatelstvo
Při sčítání lidu v roce 1921 zde žilo 190 obyvatel (z toho 97 mužů), z nichž byli čtyři Čechoslováci a 186 Němců. Všichni se hlásili k římskokatolické církvi. Podle sčítání lidu z roku 1930 měla vesnice 145 obyvatel: devět Čechoslováků a 136 Němců. I tentokrát všichni byli římskými katolíky.
|                                                                        | 1869 | 1880 | 1890 | 1900 | 1910 | 1921 | 1930 | 1950 | 1961 | 1970 | 1980 | 1991 | 2001 | 2011 | 2021 |
| ---------------------------------------------------------------------- | ---- | ---- | ---- | ---- | ---- | ---- | ---- | ---- | ---- | ---- | ---- | ---- | ---- | ---- | ---- |
| Obyvatelé                                                              | 173  | 174  | 147  | 168  | 186  | 190  | 145  | 94   | 66   | 62   | 50   | 25   | 17   | 17   | 24   |
| Domy                                                                   | 27   | 29   | 29   | 32   | 32   | 33   | 32   | 25   | 28   | 15   | 13   | 8    | 17   | 16   | 17   |
| Počet domů z roku 1961 zahrnuje domy místních částí Hřivínov a Záhoří. |      |      |      |      |      |      |      |      |      |      |      |      |      |      |      |

## Obecní správa
Při sčítání lidu v letech 1869–1950 Vahaneč  byl samostatnou obcí, se kterým patřil nejprve do okresu Žlutice, ale v roce 1950 v okrese Toužim. Od roku 1965 je částí obce Verušičky v okrese Karlovy Vary. V roce 1950 k obci patřily Budov a Záhoří.

## Pamětihodnosti
- Památkově chráněná kaple Panny Marie z osmnáctého století[11]
- Lidový patrový dům (bývalé čp. 11) s kamenným přízemím, hrázděným patrem a laťovým šalovaným štítem[11]

## Galerie

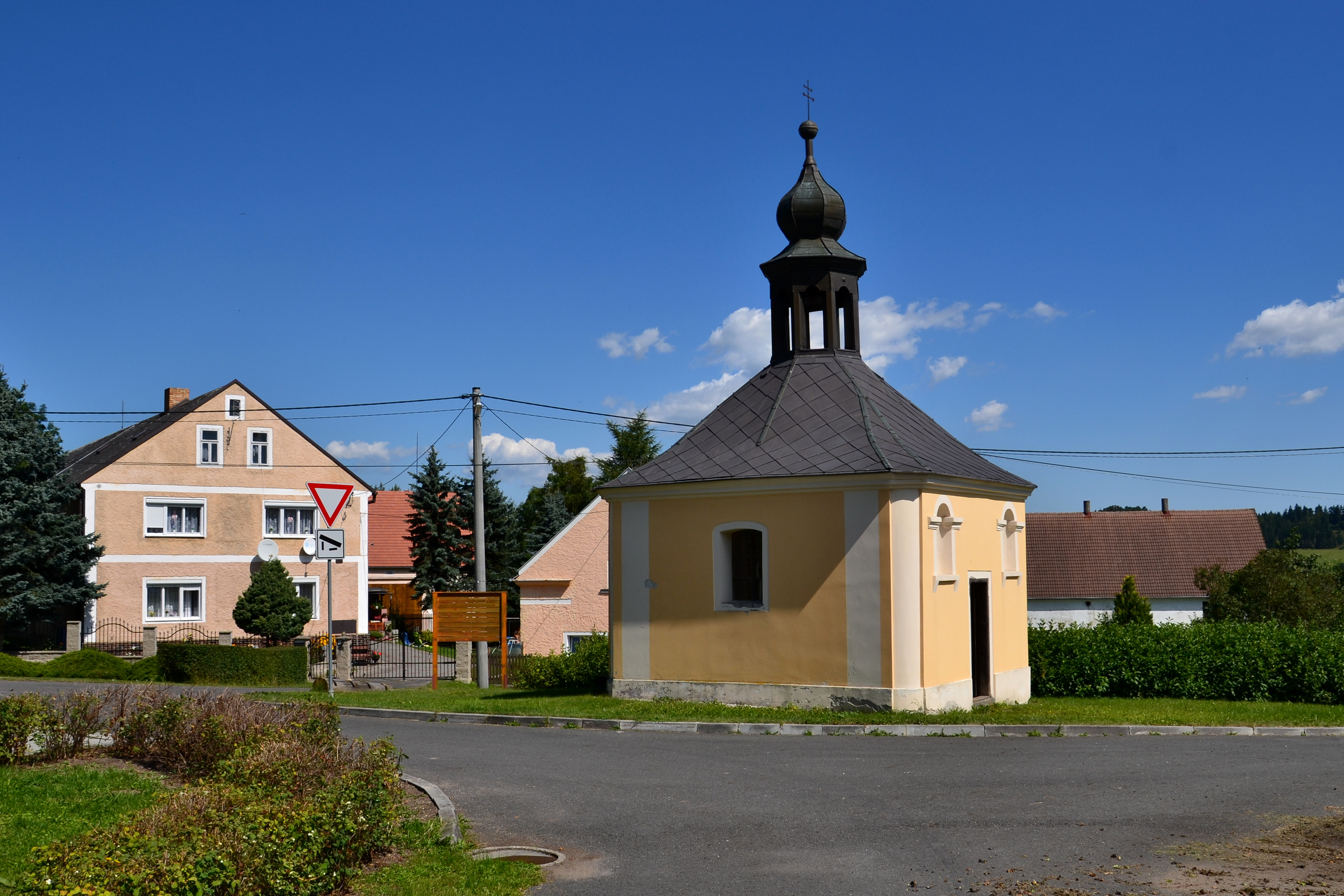
Kaple Panny Marie
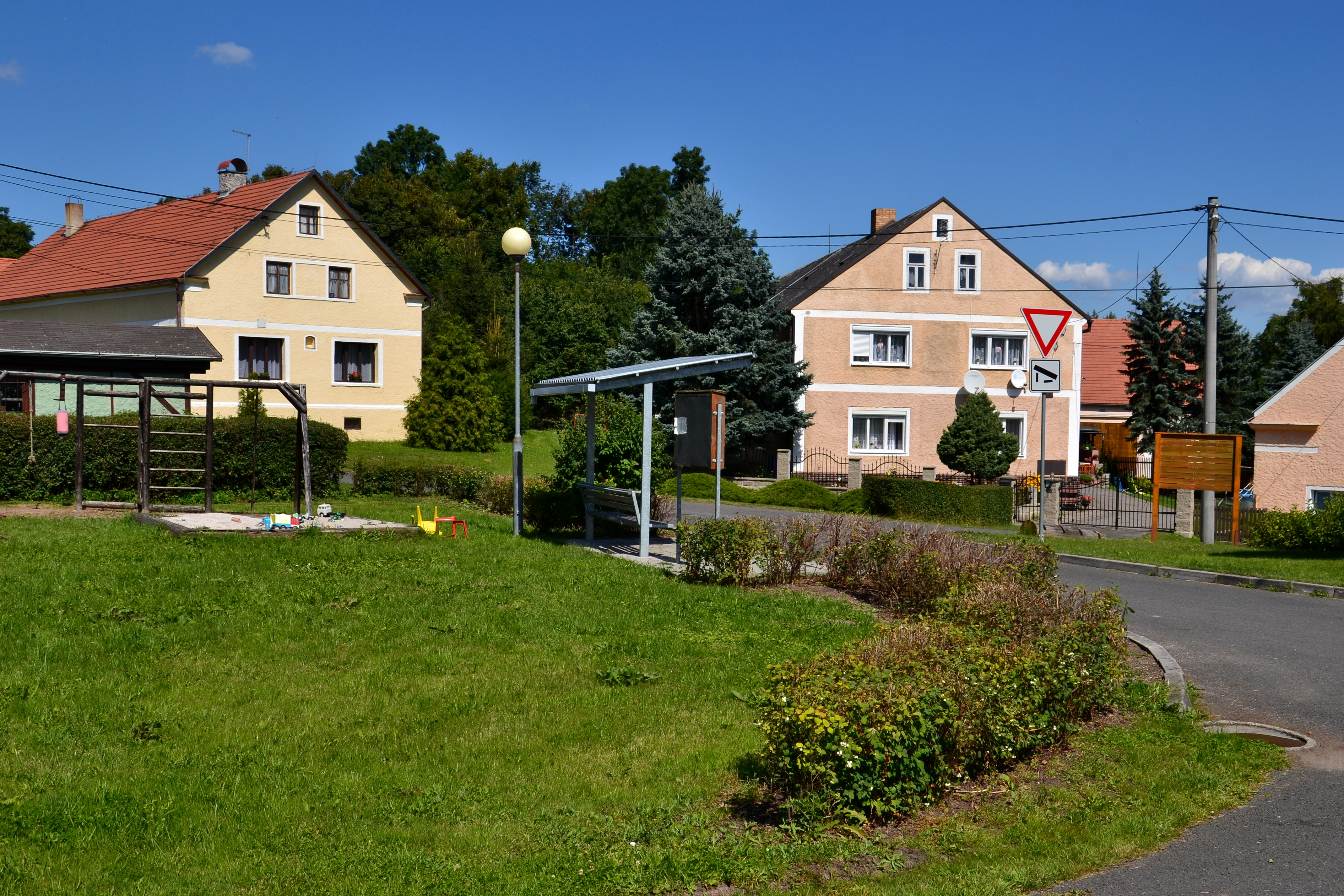
Usedlosti na návsi
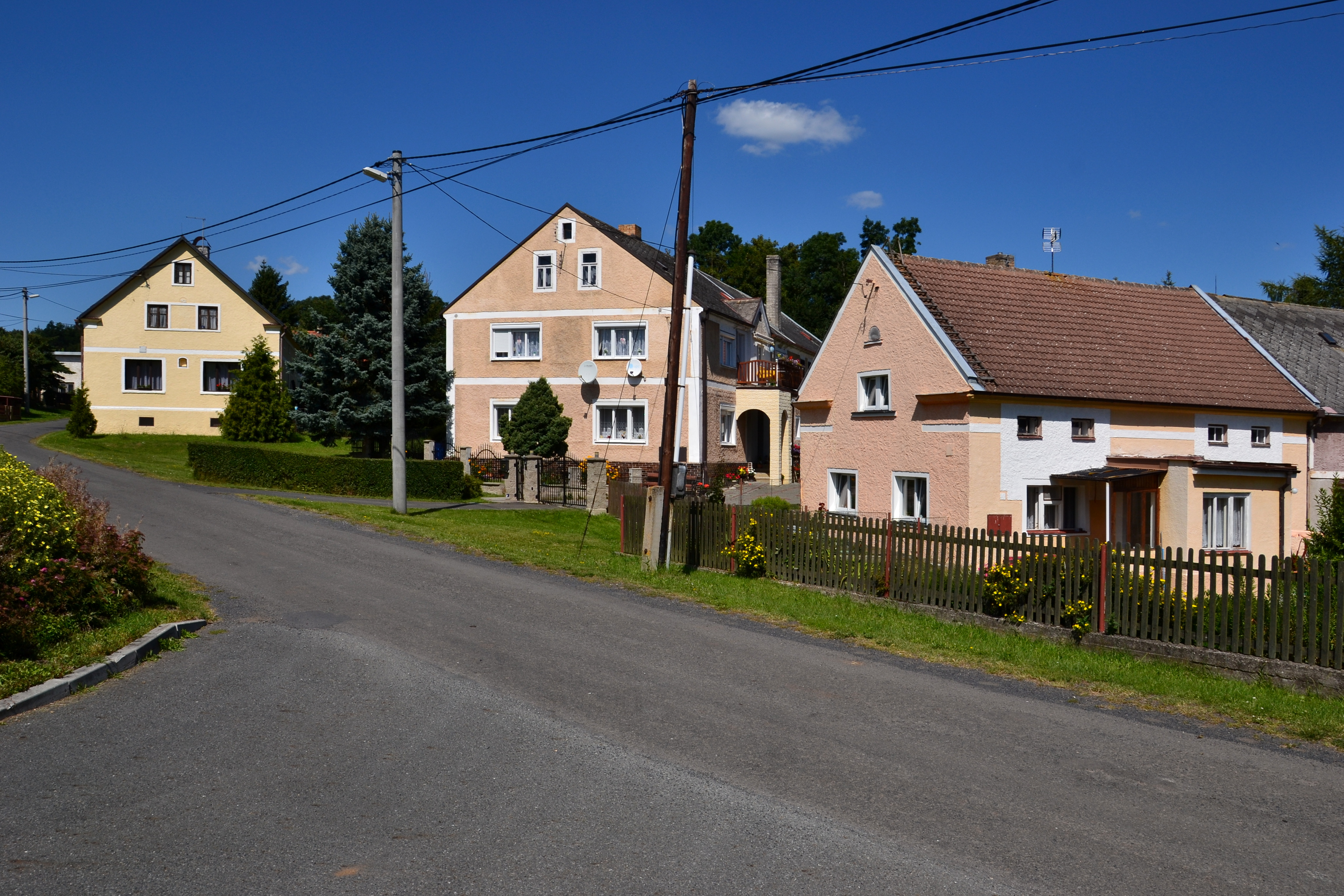
Usedlosti na návsi